# Bohunice (Levice)
Bohunice es un municipio del distrito de Levice en la región de Nitra, Eslovaquia, con una población estimada a final del año 2024 de 159 habitantes.
Se encuentra ubicado al este de la región, cerca de los ríos Ipoly y Hron (ambos, afluentes izquierdos del Danubio) y de la frontera con la región de Banská Bystrica.

## Demografía
| Año        | 1994 | 2004     | 2014     | 2024     |
| ---------- | ---- | -------- | -------- | -------- |
| Población  | 174  | 153      | 133      | 159      |
| Diferencia |      | −12,06 % | −13,07 % | +19,54 % |

| Año        | 2023 | 2024    |
| ---------- | ---- | ------- |
| Población  | 156  | 159     |
| Diferencia |      | +1,92 % |